# دبیرخانه بخش دولووا
دبیرخانه بخش دولووا (به لاتین: Doluwa Divisional Secretariat) یک منطقهٔ مسکونی در سری‌لانکا است که در ناحیه کندی واقع شده‌است.